# Pan (thần thoại)
Pan (tiếng Hy Lạp Πάν), trong tín ngưỡng cổ đại Hy Lạp và thần thoại Hy Lạp, là vị thần của sự hoang dã, những người chăn cừu và các đàn gia súc, của tự nhiên và những ngọn núi hoang vu, của việc săn bắn và âm nhạc đồng quê và đặc biệt là luôn gắn liền với các thần nữ. Tên gọi của thần Pan bắt nguồn từ tiếng Hy Lạp paein (Πάειν), có nghĩa là "gặm cỏ". Thần có một nửa thân dưới trong hình dạng của loài dê và có cặp sừng dê cũng gần giống với thần đồng áng hay nhân dương. Quê hương của thần là miền đồng quê Arcadia, Pan được xem là vị thần của những cánh đồng, những khu rừng nhỏ hay những thung lũng rậm rạp. Và cũng chính vì thế mà thần Pan luôn được gắn với khả năng sinh sôi và mùa xuân. Người Hy Lạp cổ đại cũng xem thần như là vị thần của phê bình kịch nghệ.
Trong tín ngưỡng và thần thoại La Mã, người tương đương với thần Pan là Faunus, một vị thần tự nhiên là cha của Bona Dea, đôi khi được xem như là  Fauna. Vào thế kỷ 18 và 19, thần Pan trở thành một biểu tượng đặc biệt của phong trào lãng mạn ở Tây Âu cũng như phong trào ngoại giáo trong thế kỷ 20.